# サウリモ
サウリモ（ポルトガル語: Saurimo）は、アンゴラの都市である。ルンダ・スル州の州都である。

## 交通

### 空港
- サウリモ空港（英語版）（Aeroporto Deolinda Rodrigues）

## 出身者
- アドリアーノ・ベルミロ・ドゥアルテ・ニコラウ （サッカー選手）